# Zikmund Huler z Orlíku
Zikmund Huler z Orlíku († 23. července 1405 Staré Město Pražské) byl pražský měšťan a konšel, královský důvěrník a podkomoří. Přídomek z Orlíku získal po roce 1395, poté co získal hrad Orlík.
Raná data z jeho života nejsou známa. Ví se jen, že Hulerové byli vlivní chebští měšťané a v okolí Chebu vlastnili několik tvrzí.
Zikmund Huler byl v letech 1381–1382, 1384–1385 a 1387 pražským konšelem a 7. listopadu 1387 se stal podkomořím království Českého. Brzy si vydobyl královu přízeň a spravoval královská města i statky. Ve sporech Václava IV. a arcibiskupa Jana z Jenštejna stál na straně krále. V letech 1402–1403 byl spoluvězněm krále ve vídeňském vězení. Zůstal v něm o rok déle než král.
Na Hulerův rozkaz byli v letech 1392 a 1393 uvězněni jeden student a jeden duchovní. Byli popraveni pro zločiny, které spáchali. Arcibiskup Jan z Jenštejna nechal Zikmunda Hulera vyzvat přes generálního vikáře Jana Nepomuckého před svůj soudný stolec. Když se Huler nedostavil, vyřkl arcibiskup nad ním klatbu. Huler se pomstil a Jan z Nepomuku, později svatý Jan Nepomucký, tento spor zaplatil životem. Jinak byl Zikmund Huler na svých panstvích na své kněze velice laskavý. Nasvědčuje tomu nadace pro starosedlcký kostel u Orlíka a založení kaple pro poustevníky u Zátoně. V kostele v Lazišti je křtitelnice s jeho erbem.
Kolem roku 1390 zastavil král Václav IV. Hulerovi hrad Hus s městy Záblatí a Husinec. V roce 1392 koupil Huler od Boreše VII. staršího z Rýzmburka kynžvartské panství s hradem Boršengrýn, nedržel jej však dlouho a roku 1395 jej vyměnil s jiným královým oblíbencem Hynčíkem Pluhem z Rabštejna za hrad Orlík nad Vltavou. Dále vlastnil Vožici s příslušenstvím (od roku 1397), statek Velká Dobrá na Kladensku a několik domů v Praze.
Údajně se neoprávněně obohatil u královské komory. Roku 1405 Opolští vévodové upomínali krále Václava IV. na doplatek sumy 8000 kop grošů, které si od nich roku 1389 vypůjčil. Václav IV. se prokázal kvitancí o zaplacení. Ale jelikož již nikdo ze svědků této půjčky nežil (tři z nich byli oběťmi karlštejnských vražd r. 1397), rozhodoval o sporu polský král Vladislav II. Jagello a Zikmund Huler byl pověřen úkolem relátora (zapisovatele do zemských desek). Ve sporu se zjistilo, že šlo o podvrh listiny, kterým Huler obviňoval ony nebožtíky, protože byl obviněn z padělání, ve kterém využil oněch vražd. Zikmund Huler si měl nechat na doplatek udělat falešnou kvitanci, kterou ukázal králi. Z tohoto podvodu byl usvědčen a 23. července 1405 byl sťat před Staroměstskou radnicí.